# Seznam vlajek arabských států

Mapa arabských zemí s vlajkami

Seznam vlajek arabských států v současnosti (květen 2023) tvoří 22 vlajek zemí arabského světa – členů Ligy arabských států. Vlajky arabských států obvykle obsahují zelenou barvu, která je symbolem islámu – symbolem čistoty, plodnosti a míru. Obvyklé barvy na arabských vlajkách jsou panarabské barvy (červená, černá, bílá a zelená). Mezi běžné symboly patří hvězdy, půlměsíce nebo šaháda – krédo islámu neboli vyznání víry v islám, jeden z pěti pilířům islámu.

## Současné vlajky
| Vlajka | Platnost od | Použití                            | Popis |
| ------ | ----------- | ---------------------------------- | --- |
|        | 1962        | Alžírská vlajka                    | Dva svislé pruhy: zelený a bílý, s červeným půlměsícem a pěticípou hvězdou uprostřed vlajky. |
|        | 2002        | Bahrajnská vlajka                  | Bílý pruh v žerďové části (1/4 délky listu), který je od červené plochy listu oddělen pěti bílými trojúhelníky, které tvoří pilovitě klikatou čáru.                                                                                 |
|        | 1977        | Džibutská vlajka                   | Dva vodorovné pruhy, horní světle modrý a dolní zelený, mezi něž je vsunut žerďový klín bílé barvy, zasahujícího do poloviny délky vlajky, s červenou hvězdou.                                                                      |
|        | 1984        | Egyptská vlajka                    | Tři vodorovné pruhy červený, bílý a černý, uprostřed bílého je umístěn státní znak, žlutý Saladinův orel. |
|        | 2008        | Irácká vlajka                      | Tři vodorovné pruhy červený, bílý a černý, uprostřed bílého je zelený arabský nápis Allāhu Akbar („Bůh je veliký“). |
|        | 1990        | Jemenská vlajka                    | Tři vodorovné pruhy: červený, bílý a černý. |
|        | 1928        | Jordánská vlajka                   | Tři vodorovné pruhy černé, bílé a zelené barvy a u žerdi červený klín nesoucí uprostřed malou bílou sedmicípou hvězdu. |
|        | 1971        | Katarská vlajka                    | Kaštanově hnědý list s bílým svislým pruhem při žerdi, odděleným devíti zuby od hnědého pole. |
|        | 2002        | Komorská vlajka                    | Čtyři vodorovné pruhy (žlutý, bílý, červený a modrý), se zeleným žerďovým klínem s vrcholem ve středu listu. V klínu je bílý půlměsíc s cípy směřujícími k vlajícímu okraji, mezi nimiž jsou pod sebou čtyři bílé, pěticípé hvězdy. |
|        | 1961        | Kuvajtská vlajka                   | Tři vodorovné pruhy: zelený, bíly a červený a u žerdi černý lichoběžník. |
|        | 1943        | Libanonská vlajka                  | Tři vodorovné pruhy: červený, bílý (dvojnásobné šířky) a červený. Uprostřed bílého pruhu zelený cedr. |
|        | 2011        | Libyjská vlajka                    | Tři vodorovné pruhy: červený, černý (dvojnásobné šířky) a zelený. Uprostřed černého pruhu bílý půlměsíc a bílá pěticípá hvězda. |
|        | 1915        | Marocká vlajka                     | Červený list s uprostřed umístěnou zelenou pěticípou hvězdou (pentagramem) z tzv. Šalamounovy pečetě. |
|        | 2017        | Mauritánská vlajka                 | Tři vodorovné pruhy: červený, zelený a červený o poměru šířek 1:3:1. V zeleném poli žlutý půlměsíc s cípy k hornímu okraji. Mezi cípy žlutá pěticípá hvězda.                                                                        |
|        | 1970        | Ománská vlajka                     | Tři vodorovné pruhy, bílý, červený a zelený (2:1:2) a při žerdi červený svislý pruh. V horním rohu ománský státní znak. |
|        | 1988        | Palestinská vlajka                 | Tři vodorovné pruhy černý, bílý a zelený, u žerdi červený klín, dosahující do třetiny délky listu. |
|        | 1973        | Vlajka Saúdské Arábie              | Zelený list s bílým nápisem (šahádou), pod nímž bílá šavle, směřující ostřím doleva. |
|        | 1954        | Somálská vlajka                    | Modrý list s bílou pěticípou hvězdou uprostřed. |
|        | 1971        | Vlajka Spojených arabských emirátů | Tři vodorovné pruhy: zelený, bílý a černý, a při žerdi červený pruh. |
|        | 1970        | Súdánská vlajka                    | Tři vodorovné pruhy: červený, bílý a černý, u žerdi zelený klín sahající do 1/3 vlajky. |
|        | 1980        | Syrská vlajka                      | Tři vodorovné pruhy: červený, bílý a černý. Uprostřed bílého pruhu dvě zelené, pěticípé hvězdy. |
|        | 1827        | Tuniská vlajka                     | Červený list s uprostřed umístěným bílým, kruhovým polem s červeným půlměsícem, téměř obklopujícím červenou pěticípou hvězdu. |

## Historické vlajky
| Vlajka | Platnost vlajky | Současný stát  | Současný stát        | Použití                                      | Popis |
| ------ | --------------- | -------------- | -------------------- | -------------------------------------------- | --- |
|        | 1832–1847       | Alžírsko       | Alžírsko             | Vlajka Emirátu Abdelkader                    | |
|        | 1510–1872       | Alžírsko       | Alžírsko             | Vlajka Království Beni Abbás                 | Tři vodorovné pruhy: červený, zelený a červený, uprostřed arabsky nápis "الله خير الناصرين" (česky "Bůh je nejlepší pomocník"). |
|        | 1922–1958       | Egypt          | Egypt                | Vlajka Egyptského království                 | Zelený list, uprostřed bílý půlměsíc, obklopující tři malé pěticípé hvězdy.                                                     |
|        | 1924–1959       | Irák           | Irák                 | Vlajka Iráku                                 | |
|        | 1959–1963       | Irák           | Irák                 | Vlajka Irácké republiky                      | |
|        | 1923–1927       | Jemen          | Jemen                | Vlajka Jemenského Království                 | |
|        | 1927–1962       | Jemen          | Jemen                | Vlajka Jemenského Království                 | |
|        | 1967–1990       | Jemen          | Jižní Jemen          | Vlajka Jižního Jemenu                        | |
|        | 1963–1975       | Komory         | Komory               | Vlajka státu Komory                          | |
|        | 1975–1978       | Komory         | Komory               | Vlajka státu Komory                          | |
|        | 1996–2001       | Komory         | Komory               | Vlajka Federální a islámské republiky Komory | |
|        | 1977–2011       | Libye          | Libye                | Vlajka Libye                                 | Zelený list. |
|        | 2012–2013       | Mali           | Azavad               | Vlajka Azavadu                               | |
|        | 1959–2017       | Mauritánie     | Mauritánie           | Vlajka Mauritánie                            | |
|        | 1916–1925       | Saúdská Arábie | Saúdská Arábie       | Vlajka Hidžázského království                | |
|        | 1926–1932       | Saúdská Arábie | Saúdská Arábie       | Vlajka Království Hidžázu a Nadždu           | |
|        | 1956–1970       | Súdán          | Súdán                | Vlajka Súdánu                                | |
|        | 1963–1964       | Tanzanie       | Zanzibarský sultanát | Vlajka Zanzibarského sultanátu               | |

## Organizace
| Vlajka | Použití                                                    |
| ------ | ---------------------------------------------------------- |
|        | Vlajka Ligy arabských států                                |
|        | Vlajka Rady pro spolupráci arabských států Perského zálivu |